# Edith Wilson
Edith Bolling Galt Wilson (Wytheville, 15 de octubre de 1872 –Washington D. C., 28 de diciembre de 1961) fue la segunda esposa del presidente Woodrow Wilson y primera dama de los Estados Unidos de 1915 a 1921. Conoció al presidente Woodrow Wilson en marzo de 1915 y se casaron nueve meses más tarde.
Cuando el presidente Woodrow Wilson padeció un ictus severo en octubre de 1919, Edith Wilson comenzó a supervisar los asuntos de estado, decidiendo cuáles eran lo bastante importantes para ser sometidos al presidente postrado en cama y probablemente tomando decisiones sobre los mismos. Con este proceder, dirigió de facto el poder ejecutivo del gobierno durante el resto del segundo mandato del presidente, hasta marzo de 1921. Se convirtió así en la primera Primera Dama en asumir funciones presidenciales.

## Primeros años
Edith Bolling nació el 15 de octubre de 1872 en Wytheville (Virginia), hija de William Holcombe Bolling, juez de tribunal del circuito y de su mujer Sarah "Sallie" Spears (su apellido de nacimiento era White). El edificio donde nació está situado en el centro histórico de la localidad de Wytheville. Edith era descendiente de colonos europeos que llegaron a Virginia durante la colonización británica de Norteamérica. A través de su padre, era descendiente directa -más concretamente, tataranieta- de Pocahontas (hija del jefe de la tribu nativa powhatan), casada con John Rolfe, uno de los primeros colonos ingleses de Virginia y el primer hombre en plantar tabaco como un cultivo de exportación. Jane Rolfe se casó con Robert Bolling, un rico comerciante y agricultor. La abuela de Edith era hermana de Thomas Jefferson y estaba también emparentada con Martha Washington y Robert E. Lee.
Edith era la séptima de once hijos, de los que dos murieron en la infancia. Parece que los Bolling habían sido bastante ricos antes de la Guerra Civil Americana, pero se vieron obligados a abandonar su casa de la plantación después de ser incapaces de pagar los impuestos sobre la tierra tras la guerra. Al finalizar la Guerra Civil, William Bolling se estableció en la propiedad de su padre en Wytheville, donde nacieron la mayoría de sus hijos.
Los Bolling eran firmes partidarios de los Estados Confederados de América, y Edith estaba muy orgullosa de su herencia sureña. Como sucedía a menudo con los antiguos propietarios de esclavos, los Bolling creían que sus antiguos esclavos estaban contentos con la vida en la Rose Cottage Plantation y que tenían poco deseo de libertad. Después de la Guerra Civil, William Bolling volvió a la práctica de la abogacía para mantener a su familia.
La casa de los Bolling era grande. Además de los nueve hijos sobrevivientes, también vivían con ellos las dos abuelas de Edith, varias tías y algunos primos. La mayoría de las mujeres de la familia habían perdido a sus maridos durante la guerra.
Edith tuvo poca educación formal, pero esto no quiere decir que fuera una ignorante. Mientras sus hermanas estaban matriculadas en las escuelas locales, ella no lo estuvo. Sin embargo, su abuela paterna, Anne Wiggington Bolling, desempeñó un papel importante en su educación. Coja por una lesión en la médula espinal, la abuela Bolling debía permanecer acostada y fue Edith la encargada de lavar su ropa, prepararle la cama por la noche y cuidar de sus 26 canarios. La abuela Bolling enseñó a Edith a leer, escribir, hablar un lenguaje híbrido entre el inglés y el francés, hacer vestidos, ganchillo, punto de lana y bordado. Por otra parte, estimuló el gusto por la poesía y la música en su joven nieta e infundió en ella una tendencia a hacer juicios rápidos y a sostener sus opiniones, rasgos de personalidad que Edith exhibiría a lo largo de toda su vida. William Bolling leía clásicos literarios en voz alta a su familia por las noches, contrató a un tutor para enseñar a Edith en casa, y a veces la llevó en sus viajes.
Durante su niñez, Edith quedó particularmente impresionada por las canciones y cuentos populares que escuchó. Cada día, la familia se reunía en el dormitorio de la abuela Bolling y escuchaban como cantaba canciones y contaba historias románticas de personas que encuentran el amor verdadero; estas canciones e historias también dejaron una profunda huella en Edith. Los Bolling asistían a la iglesia regularmente, y Edith fue devota de por vida de la Iglesia Episcopal.
Cuando tenía 15 años, su padre la inscribió en el Martha Washington College (un precursor del Emory and Henry College), una escuela de perfeccionamiento para señoritas situada en Abingdon (Virginia); y escogió para ella su excelente programa de música. Edith no fue muy feliz allí, en gran parte debido a la mala comida, las habitaciones frías y la rutina rigurosa y estrictamente reglamentada, y volvió a su casa después de solo un semestre. Cuando cumplió 17 años, su padre la inscribió en la escuela Powell para chicas en Richmond (Virginia). Según recordaría más tarde, esta fue la época más feliz de su vida. Pero la escuela Powell cerró a finales de ese año, después de que el director sufriera un accidente que le costó una pierna. Agobiado económicamente por el costo de la educación de Edith, William decidió dar por finalizada su breve educación académica, enviando a sus tres hermanos a la escuela en su lugar.
Durante una visita a su hermana casada en Washington D. C., Edith conoció a Norman Galt (1864-1908), un prominente joyero, con el que se casó el 30 de abril de 1896, viviendo en la capital durante los 12 años siguientes. En 1903 dio a luz un hijo que vivió solamente unos días, quedando estéril a consecuencia del difícil parto. En enero de 1908 su marido murió inesperadamente a la edad de 43 años y Edith tuvo que contratar un administrador para dirigir el negocio y vivir modestamente hasta que logró pagar sus deudas.[cita requerida]

## Primera dama de Estados Unidos

### Matrimonio
En marzo de 1915, Edith (por entonces viuda de Galt) conoció en una recepción en la Casa Blanca a Woodrow Wilson, presidente de Estados Unidos y que había enviudado tras la muerte de su primera esposa Ellen Wilson el año anterior. Los presentó Helen Woodrow Bones (1874-1951), prima del presidente y que ejercía como anfitriona oficial de la Casa Blanca. Wilson apreció enseguida a Galt y su admiración creció rápidamente hasta convertirse en amor. Wilson se declaró a Edith, se dice que con la siguiente frase: "En este lugar, el tiempo no se mide por semanas, meses o años, sino por experiencias profundamente humanas..."[cita requerida]
Tras hacerse pública la relación, circularon rumores de que Wilson había estado engañando a su primera esposa, o de que el propio Wilson y Galt la habían asesinado para estar juntos. Consciente del efecto que este escándalo podría tener sobre su prometida, Wilson le ofreció la posibilidad de renunciar a su compromiso. Edith respondió que estaba con él no por sentido del deber, piedad o el honor, sino por amor; pero insistió en posponer la boda hasta el final del año oficial de luto por la Sra. Wilson.[cita requerida]
Wilson se casó con Galt el 18 de diciembre de 1915 en su casa de Washington D. C.. Asistieron 40 invitados, y la boda fue oficiada conjuntamente por el párroco del novio, el reverendo James H. Taylor de la Iglesia Presbiteriana Central; y el de la novia, el reverendo Herbert Scott Smith de la Iglesia Episcopaliana de Santa Margarita. La pareja pasó dos semanas de luna de miel en Hot Springs (Virginia) y en The Greenbrier en White Sulphur Springs (Virginia Occidental).[cita requerida]
En 1916, el artista estadounidense nacido en Suiza Adolfo Müller-Ury (1862-1947) fue encargado por el coronel Edward M. House para pintar un retrato de la Sra. Wilson, lo que hizo en la Casa Blanca. La pintura siempre estuvo colgada en el dormitorio del presidente, y cuando la Sra. Wilson murió legó el cuadro a la Casa Blanca, realizándose una copia para exponerla en la Casa Museo de Woodrow Wilson.[cita requerida]

### Anfitriona en la Casa Blanca y la Primera Guerra Mundial

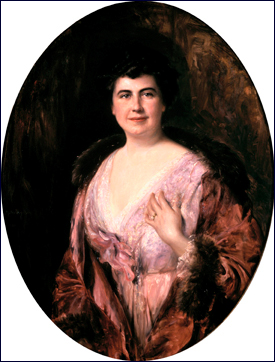
Retrato oficial de Edith Wilson colgado en la Casa Blanca (obra de Adolfo Müller-Ury)

durante la Primera Guerra Mundial, como primera dama, la señora Wilson observó los domingos sin gas, los lunes sin carne y los miércoles sin harina, dando ejemplo dentro del esfuerzo federal de racionamiento. Dispuso que un rebaño de ovejas pastase en el césped de la Casa Blanca en lugar de que lo cortaran los jardineros, y subastó su lana en beneficio de la Cruz Roja Americana.
Aunque la nueva primera dama protagonizó sonadas veladas en su papel de anfitriona,[cita requerida] el aspecto de las relaciones sociales de la administración quedaron eclipsados por la Primera Guerra Mundial, y pasaron a un segundo plano después de que los Estados Unidos entraron oficialmente en el conflicto en 1917. Edith se convirtió en la primera persona además del presidente en recibir protección permanente del Servicio Secreto a tiempo completo.[cita requerida] Edith Wilson subordinó su propia vida a la de su marido, tratando de mantener su salud bajo unas condiciones de tremenda presión.[cita requerida] Acompañó al presidente a Europa cuando los aliados acordaron los términos de la paz,[cita requerida] el primero de estos viajes de un presidente de Estados Unidos en el ejercicio de su cargo.

### Papel ejecutivo durante la enfermedad del presidente Wilson

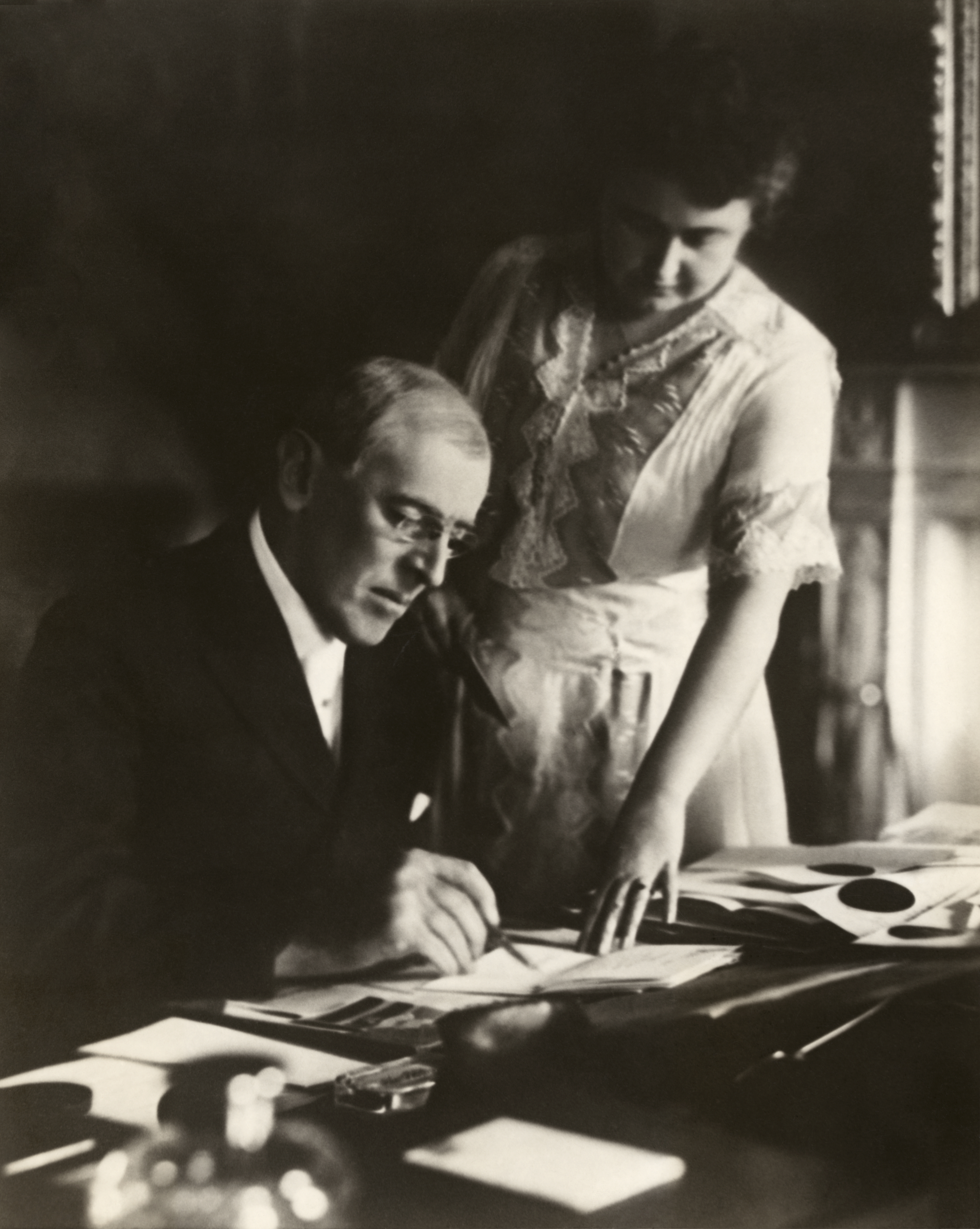
Woodrow Wilson. Primera fotografía posada de Wilson después de su ictus. Estaba paralizado en su lado izquierdo, por lo que Edith sostiene un documento mientras lo firma. Junio de 1920.

Después de su asistencia a la Conferencia de Paz de París (1919), Woodrow Wilson volvió a hacer campaña para que el Senado aprobara el Tratado de Paz y el Pacto de la Sociedad de Naciones. Sin embargo, a la edad de 62 años, su salud se quebró en octubre, cuando un derrame cerebral le dejó paralizado. Los Estados Unidos nunca ratificaron el Tratado de Versalles (1919) ni se unieron a la Sociedad de las Naciones, que inicialmente había sido un concepto propuesto por el propio presidente Wilson. En ese momento, el sentimiento aislacionista era muy fuerte.
Edith Wilson asumió deberes rutinarios y tareas detalladas de responsabilidad en la rama ejecutiva del Gobierno de los EE UU desde el momento que Wilson tuvo que abandonar el Despacho Oval el 4 de marzo de 1921. Ella decidía qué asuntos de estado eran lo bastante importantes como para ser examinados por el presidente. Recordando aquella época, escribió posteriormente: "Estudié cada papel enviado por los diferentes secretarios o senadores", más allá de sus funciones, "Y traté de presentar en documentos organizados aquellos asuntos que, a pesar de mi vigilancia, tuvieron que ir al Presidente. Nunca tomé una decisión sobre la disposición de los asuntos públicos. La única decisión que era mía, fue decidir lo que era importante y lo que no lo era, y la decisión muy importante de cuándo presentar estos asuntos a mi marido". Un senador republicano la denominó como "La Presidenta que había hecho realidad el sueño de las sufragistas de cambiar el título de Primera Dama por el de Primer Caballero Suplente". En sus memorias, publicadas en 1939, invocó su papel de "mayordomía" e insistió en que sus acciones habían sido tomadas solo porque los médicos del presidente le dijeron que lo hiciera por la salud mental de su esposo. Algunos historiadores cuestionan su versión de los hechos, como la periodista Phyllis Lee Levin, que sugirió que Edith Wilson era "una mujer de opiniones estrechas y de determinación formidable". En contraste, el Jefe de personal de Wilson, Joe Tumulty, escribió: "Ningún hombre público ha tenido una ayuda más dedicada y ninguna esposa un marido más dependiente de la comprensión de sus problemas... La fuerte constitución física de la señora Wilson, combinada con su fuerza de carácter y determinación, la hicieron superar una tensión que hubiera destrozado a la mayoría de las mujeres".

## Últimos años
En 1921, Edith Wilson se retiró con el expresidente a su casa en la S Street NW de Washington D. C.. Ejerció como su enfermera personal hasta la muerte de su marido tres años más tarde. Posteriormente pasó a ser directora de la Woodrow Wilson Foundation.[cita requerida]
Dirigió el Consejo del Woman's National Democratic Club cuando la asociación se abrió formalmente en 1924.
Sus memorias aparecieron en 1939.
Cuando Franklin D. Roosevelt acudió al Congreso el 8 de diciembre de 1941 para proclamar la Declaración de guerra después del ataque a Pearl Harbor, remarcó su enlace simbólico con la declaración de la guerra de abril de 1917. La señora Wilson lo acompañaba.
Asistió a la investidura presidencial de John F. Kennedy en 1961.
Edith Wilson murió de insuficiencia cardíaca a la edad de 89 años, el 28 de diciembre de 1961, coincidiendo con la fecha en la que había sido convocada como invitada de honor en la ceremonia de inauguración del Puente memorial Woodrow Wilson sobre el Potomac entre Maryland y Virginia, en lo que habría sido el 105 aniversario del nacimiento de su esposo. Fue enterrada junto al Presidente en la Catedral nacional de Washington.
La señora Wilson dejó su casa a la National Trust for Historic Preservation para que se convirtiera en un museo honrando a su marido. La Woodrow Wilson House abrió sus puertas como museo en 1964.[cita requerida] También donó a la Biblioteca del Congreso de Estados Unidos los papeles presidenciales de Wilson en 1939, y su biblioteca personal en 1946.

## Fundación Edith Bolling Wilson
La Fundación Edith Bolling Wilson y el Museo en su Casa Natal de Wytheville, Virginia, fueron establecidos en 2008. La Fundación ha logrado conservar el edificio, que fue nombrado por el estado de Virginia como un lugar histórico en peligro de desaparición en mayo de 2013. Programas y exposiciones de la Fundación aspiran a "convertirse en el conducto por el cual se preservará la conciencia pública de homenaje a la señora Wilson, recordando las contribuciones que hizo a este país, a la institución de la Presidencia y como ejemplo para las mujeres".
En el año 2015, el antiguo edificio de un banco situado en la calle principal de Wytheville, Virginia, se dedicó a la primera dama y lleva su nombre. El Hotel Bolling Wilson de Wytheville, Virginia, presta sus servicios a residentes y viajeros. La Fundación muestra la trayectoria de la primera dama, con el título "De Wytheville a la Casa Blanca".